# زیریان

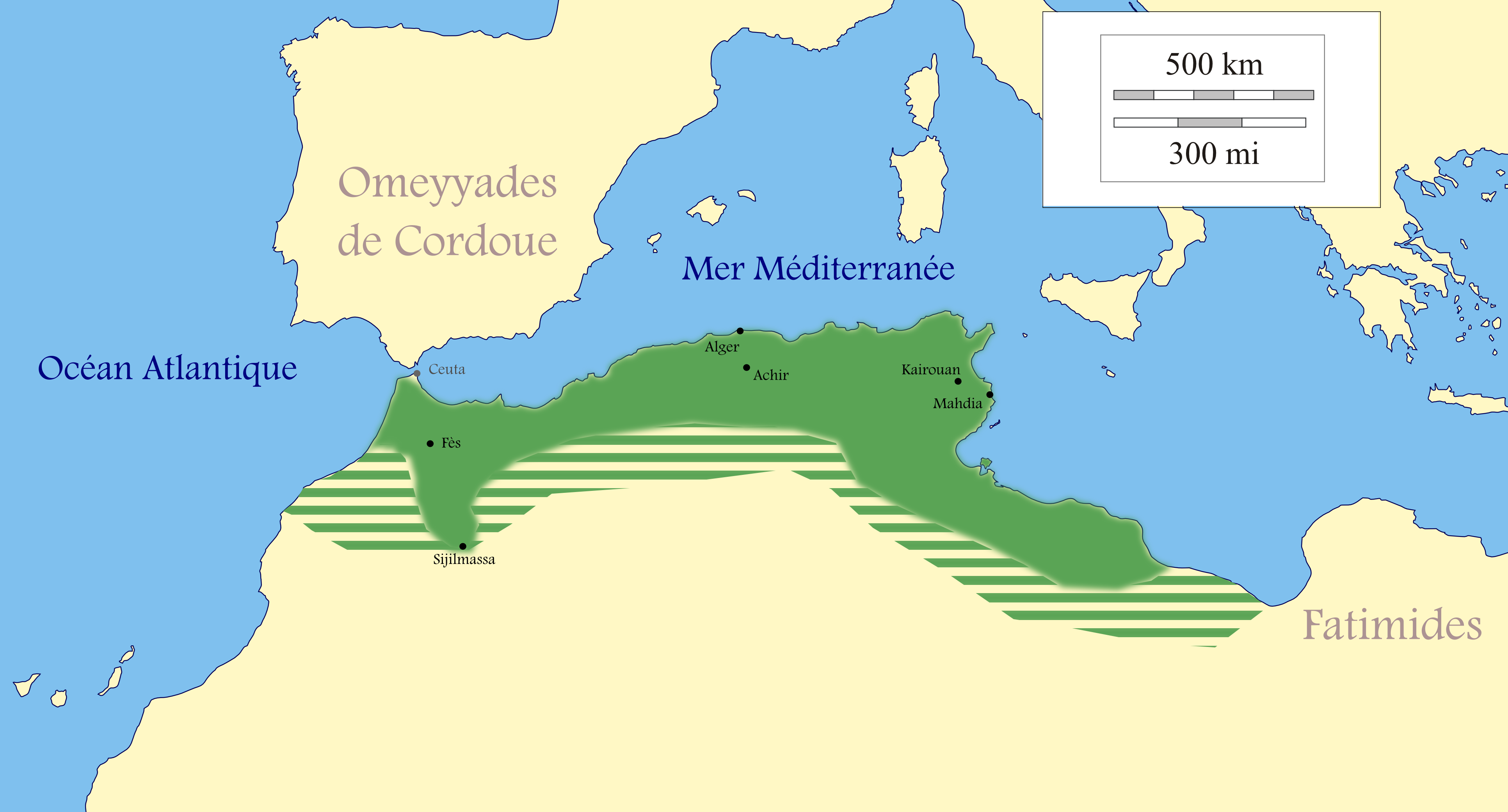

زیریان دودمانی از بربرها (آمازیغ) بودند که بر بخشی از شمال آفریقا فرمانروایی می‌کردند.